# راشل مک‌فارلن
راشل مک‌فارلن (زاده ۲۱ مارس ۱۹۷۶) صداگذاری و خواننده آمریکایی است که بیشتر بخاطر صداگذاری شخصیت هایلی اسمیت در انیمیشن بابای آمریکایی! شناخته شده است.

## پیوند
- راشل مک‌فارلن در بانک اطلاعات اینترنتی فیلم‌ها
- راشل مک‌فارلن در توییتر